# Karl Ledersteger
Karl Ledersteger (* 11. November 1900 in Wien; † 24. September 1972) war ein österreichischer Geodät. Er gehörte zu den bedeutendsten Geodäten des 20. Jahrhunderts.

## Leben
Von 1919 bis 1924 studierte er Mathematik, Physik, Astronomie und Geodäsie an der Universität Wien. 1924 promovierte er mit der Dissertationsschrift Das Sternsystem Ursa major, eine Spiralbewegung der Milchstraße. Nach zwei Jahren unentgeltlicher Arbeit an der Universitätssternwarte Wien wurde er 1926 Assistent an der Lehrkanzel für Höhere Geodäsie und Sphärische Astronomie an der Technischen Hochschule Wien. 1931 wechselte er zum Bundesamt für Eich- und Vermessungswesen (BEV). Nach dem Anschluss Österreichs an das Deutsche Reich war er von 1939 bis 1941 im Reichsamt für Landesaufnahme tätig, 1941 als Oberregierungsrat. 1944 wurde er zum Ordinarius an der TH Wien berufen, konnte die Lehrtätigkeit wegen seines Kriegseinsatzes von 1941 bis 1945 jedoch nicht aufnehmen. 1947 kehrte er an das BEV zurück. Ab 1956 leitete er dort die Abteilung Erdmessung. 1957 wurde Ledersteger zum Hofrat ernannt und zum ordentlichen Professor für Höhere Geodäsie an der TH Wien berufen. 1970 wurde ihm von der Technischen Universität Dresden der Ehrendoktortitel verliehen. Er starb bei einem Verkehrsunfall zwischen Prag und Wien. Er wurde am Jedleseer Friedhof bestattet.

## Werk
Ledersteger war als Professor an der TH Wien Initiator zahlreicher Forschungsprojekte und Autor von über 200 Fachartikeln.
Bis heute ist ein von ihm neu konzipiertes Standardwerk der Höheren Geodäsie unübertroffen: der Band V des 10-bändigen Sammelwerks Handbuch der Vermessungskunde (abgekürzt JEK/5) über die Methoden und Theorien von  Astronomischer und Physikalischer Geodäsie (871 p., erschienen 1969 im Verlag J.B.Metzler, Stuttgart).
Ledersteger war der Erste in der deutschsprachigen Geodäsie, der (bereits 1959) über die Methoden und die erhoffte Zukunft der Satellitengeodäsie publizierte. Andere viel bearbeitete Spezialthemen waren:
- die Landesvermessung – in der er um 1940 die Berechnungen am Zentraleuropäischen Netz leitete, ferner Teile des „Europanetzes“ (siehe Europäisches Datum 1950 (ED 50)),
- die Theorie der Gleichgewichtsfiguren – in Erweiterung der klassischen Theorien von Alexis-Claude Clairaut, Lichtenberg, Wangerin und modernen Geophysikern wie Beno Gutenberg, Ernst Wiechert, Sir Harold Jeffreys, Helmut Moritz oder Adalbert Prey,
- und zuletzt das  Isostatische Geoid – teilweise erst postum publiziert (1975 von seinem Nachfolger Kurt Bretterbauer).

Ferner war er langjähriger Vorsitzender der ÖKIE (Österreichische Kommission für die internationale Erdmessung) und Mitglied zahlreicher internationaler Kommissionen – u. a. der IUGG, der  Deutschen Geodätischen Kommission und der  Österreichischen, der Bayerischen sowie der  Ungarischen Akademie der Wissenschaften.
Ledersteger erhielt mehrere hohe Auszeichnungen, Ehrendoktorate und Berufungen an andere Hochschulen. Wegen seiner Mitarbeit an den Vermessungen Mitteleuropas im Zweiten Weltkrieg konnte er aber nach 1945 seine Professuren einige Jahre nicht offiziell ausüben und hielt Vorlesungen im Lehrauftrag. Seine häufigen Kontakte zu osteuropäischen und  russischen Fachprofessoren – unter anderem übersetzte er Teile des „Magnizki“ (ein Standardwerk der sowjetischen Erdmessung) ins Deutsche – gaben ihm einen Überblick über dortige Entwicklungen der Wissenschaft, die im Westen fast niemand aufweisen konnte und die für das o.e. Sammelwerk Handbuch der Vermessungskunde große Bedeutung hatten. Denn auch mit Max Kneissl (München), dem Autor von dreien dieser Bände, stand er im fachlichen Austausch.